# Chiesa di San Nicola (Linguaglossa)
La chiesa di San Nicola di Bari è un edificio di culto cattolico nel comune di Linguaglossa.

## Convento e chiesa
Come testimoniato da una lapide custodita all’interno dell’edificio, la costruzione iniziò nel 1947 ed è  composta da due complessi, al cui centro si erge la cappella preceduta all'esterno da un colonnato.
Il collegio, progettato dal catanese Ercole Fischietti, rammenta la presenza domenicana fortemente stabilitasi, negli anni 50/80, nel territorio grazie ai domenicani Ambrogio Gullo da Linguaglossa e Bernardo Scammacca, erede dell’antenato Beato Bernardo, essendo Generale il Padre Suarez. Alla costruzione del collegio presero parte con donazioni importanti le famiglie di Linguaglossa anche emigrate, come testimoniato dai loro nomi scalfiti sui vetri artistici che decorano le finestre della chiesa. 
Nel 1952 venne inaugurata la Scuola Apostolica dei Domenicani. Il collegio, nel quale la gioventù studiosa del tempo trovò la base per la formazione culturale e professionale, in passato ha ospitato il seminario domenicano, fu sede di scuola superiore con internato e, successivamente, divenne casa di ospitalità per gruppi ecclesiali. Venuta meno l'utenza per l'aumento nel territorio degli istituti pubblici, fu chiuso negli anni 80. Dal marzo 2015 il complesso è stato affidato, dalla Provincia Domenicana di Sicilia, alla Confraternita Sant'Egidio Abate che si propose di restituirla alla passata rinomanza e al servizio della società.
La chiesa intitolata a San Nicola di Bari, dall'aspetto semplice e a unica navata, fu riedificata sulle ceneri del vecchio edificio presente nella zona scelta per la realizzazione del collegio. È il risultato anche dell'accordo tra l’allora vescovo di Acireale Salvatore Russo e i padri domenicani. Il vescovo donò parte del terreno mettendo come impegno che la chiesa non venisse distrutta. I domenicani trasgredirono l'impegno; la vecchia chiesa fu demolita e ricostruita al centro della nuovo progetto; della vecchia chiesa salvaguardarono solo il portale in pietra lavica e la statua del santo.
Sull'altare centrale della cappella vi è una grande pala d’altare del pittore napoletano Sebastiano Conca, raffigurante la Madonna del Rosario con santa Caterina da Siena e san Domenico. La pala, così come l'altare barocco, deriva da una chiesa di Catania ed è stata portata in questo edificio dai padri domenicani, a prova dell'importanza che essi diedero a questo edificio. Da notare anche la piccola porta della custodia eucaristica che raffigura la Crocefissione con ai lati san Pietro Martire, con palma e coltello fendente sul capo, san Martino de Porres, santa Caterina da Siena, san Domenico di Guzman, la Madonna e san Tommaso d’Aquino con la summa teologica, opera dal domenicano Leonardo Gristina eseguita in smalti su argento.